# Gerhard W. Menzel

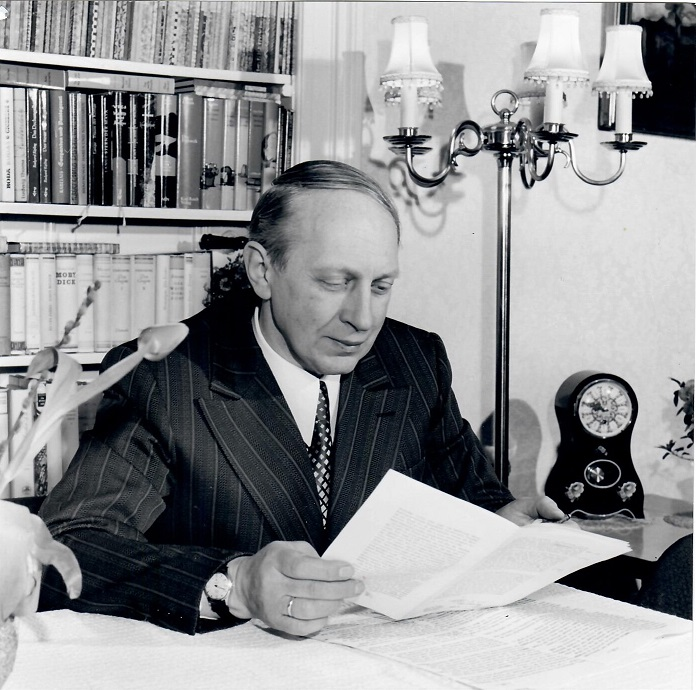
Gerhard W. Menzel, 1975

Gerhard W. Menzel (* 18. Februar 1922 in Schkeuditz bei Leipzig; † 14. März 1980 in Leipzig) war ein deutscher Schriftsteller.

## Jugend
Menzel wurde als erster Sohn des Straßenbahnfahrers Walter Menzel und dessen Frau Frieda, geb. Dietrich geboren. Durch seinen in der SPD aktiven Vater kam er früh mit den Kinderfreunden und den "Roten Falken" in Verbindung. Einen Monat nach Hitlers Machtantritt verlor der Vater seine Arbeit, wurde als Staatsfeind und Rädelsführer gemaßregelt und musste bis 1945 Zwangsarbeit verrichten. Die Mutter starb 1935. Der begabte Junge, bester Schüler seiner Stadt, wünschte sich nichts sehnlicher als eine weiterführende Schule zu besuchen und zu studieren; unerfüllbar unter diesen Umständen. Er absolvierte eine Lehre als Buchhändler an der Deutschen Buchhändler Lehranstalt in Leipzig, nach deren Abschluss er zum Arbeitsdienst eingezogen wurde. Dort erkrankte der Achtzehnjährige schwer an Lungentuberkulose und musste mit kurzen Unterbrechungen bis 1947 in Heilstätten leben. In dieser Zeit eignete er sich die klassische Weltliteratur an, setzte sich mit der deutschen Philosophie von Kant bis Nietzsche auseinander und begann mit eigenen künstlerischen Versuchen. Es entstanden Gedichte, Versepen und Theaterstücke. In Phasen relativer Gesundheit absolvierte er die Leipziger Fachschule für Buchhändler und arbeitete als Hersteller im Verlag B.G. Teubner.

## Frühes Schaffen
1948 versuchte Menzel, im ersten Vorkurs an der Leipziger Universität das Abitur zu erwerben, um danach Germanistik zu studieren. Den erneuten Anlauf zum Hochschulstudium musste er abbrechen, weil er im gleichen Jahr als Hörspieldramaturg beim Mitteldeutschen Rundfunk, Sender Leipzig, zu arbeiten begann. Das bedeutete, tagsüber als Dramaturg zu arbeiten, abends Hörspielaufnahmen zu begleiten und nachts an eigenen Texten zu arbeiten.
Die frühesten künstlerischen Arbeiten, zu denen sich Menzel bekannte, sind die mehr als 25 in jener Zeit entstandenen Hörspiele. Es waren oftmals Bearbeitungen großer Werke der Weltliteratur wie "Der Revisor" nach Nikolai Gogol (Erstsendung 1949), "Die Weber" nach Gerhart Hauptmann (Erstsendung 1949), "Die Gewehre der Frau Carrar" von Bertolt Brecht (Erstsendung: 1949), "Der brave Soldat Schwejk" nach Jaroslaw Hasek (Erstsendung 1950), "Der Postmeister" nach Alexander Puschkin (Erstsendung 1951). Aber er schrieb auch Originalhörspiele wie "Der Ruhm Frankreichs" um Frederic Joliot-Curie, 1950 erstmals gesendet und "Die Flucht" des jungen Schiller, 1956 erstmals ausgestrahlt. Damals erwarb Menzel nachhaltig den Ruf als "Vater des Hörspiels der DDR".
Im Mai 1952 wurde sein Theaterstück "Marek im Westen", eine Schwejkiade, in den Kammerspielen des Deutschen Theaters unter der Intendanz von Wolfgang Langhoff uraufgeführt. Es galt mit 77 Aufführungen überall in den Theatern der DDR als das erfolgreichste Nachkriegsstück und sein Autor als das neue Talent am Theaterhimmel.
Politisch wehte ein rauer Wind in den frühen 50er Jahren in der DDR. Menzels Stück passte sehr bald nicht mehr in die politische Landschaft, weil es von tiefem Pazifismus geprägt war und in der DDR mit der Gründung der Kasernierten Volkspolizei die Nationale Volksarmee vorbereitet wurde. So wurde der Text von Aufführung zu Aufführung immer mehr verändert, also zensiert. Menzel zog 1954 die Aufführungsrechte endgültig zurück.
Inzwischen Chefdramaturg der Hörspielabteilung des Mitteldeutschen Rundfunks geworden, zog sich Menzel 1952 aus gesundheitlichen und politischen Gründen aus dem Sender zurück. Einerseits brach sein altes Tuberkuloseleiden wieder auf, andererseits war er entsetzt, wie stark der Rundfunk ideologisiert wurde. Menzel widersetzte sich später aus diesem Grund auch erfolgreich den jahrelangen Versuchen, ihn für den Aufbau der Unterhaltungsabteilung des Fernsehens der DDR in Berlin zu gewinnen.
Mit dem Komponisten Paul Dessau arbeitete Menzel 1952/53 an einer Oper. Sie griff das Faustthema auf und hieß "Jan und Marie".

## Neuorientierung des Schaffens
Wirtschaftlich begann eine schwere Zeit für die Familie, in der Menzel zunächst kleine epische Arbeiten in Anthologien wie Urania Universum veröffentlichte und begann, sich ganz auf Prosa zu konzentrieren. Sein Interesse an Dramatik war für ihn immer mit der funktechnischen und theatralischen Realisierung verbunden gewesen. In der Prosa suchte Menzel noch nach seinem Thema und nach seiner Nische, denn den kulturpolitischen Vorstellungen und Wünschen jener Zeit nach Gegenwartsstoffen, die möglichst in der Produktion angesiedelt waren, konnte und wollte er nicht entsprechen. Er machte seine Liebe zu den Künstlern der Vergangenheit literarisch produktiv und widmete sich dem Genre der historisch-biografischen Erzählungen und Romane.
Mit dem Cheflektor des Leipziger Paul List Verlages, Dr. Walter Franke, fand Gerhard W. Menzel allerdings einen sehr strengen Lehrer auf dem Feld großer Prosa. Menzel hatte bereits die fünfte Fassung seiner Erzählung "Wermut sind die letzten Tropfen" über Heinrich Heines Reise nach Deutschland im Jahr 1843 geschrieben, aber der [Buchverlag|Verlag] wollte immer noch nicht veröffentlichen. Da fasste sich der ja bereits erfolggewohnte Autor ein Herz und sandte das Manuskript 1955 an Thomas Mann in die Schweiz. Schon Anfang 1958 erschien "Wermut sind die letzten Tropfen". Mit dem Illustrator Dr. Hanns Georgi, dem letzten in der DDR lebenden Spätimpressionisten, verband Menzel später eine jahrelange freundliche Bekanntschaft. Das Buch hatte neun Auflagen und wurde 1965 ins Polnische und 1970 ins Litauische übersetzt.
Menzel war ein langsamer, aber sehr gründlicher Schriftsteller. Seine Arbeiten standen auf breiten Fundamenten, er führte Korrespondenzen mit Archiven, Bibliotheken und Verlagen in ganz Europa, um soviel Wissen wie möglich über die zeitgenössischen Quellen zu erlangen. Denn reisen, um die Quellen selbst einzusehen, durfte er nicht; im Gegenteil, er musste den Verlagen versichern, dass er keinen Reiseantrag stellen werde. Grundlage seines Schreibens war die genaueste Kenntnis der Werke der Künstler und ihrer Zeitgenossen. So verwundert es nicht, dass es ihm in jedem Fall gelang, wie ein Wissenschaftler viel Neues über die Künstler und ihre Zeit herauszufinden. Im Falle von "Wermut sind die letzten Tropfen" fand er mehrere noch unbekannte Briefe Heinrich Heines.
1962 erschien der Roman "Ein Stern weicht nicht aus seiner Bahn" über Schillers Jugendjahre auf der Karlsschule bis zu seiner Flucht nach Mannheim und ins thüringische Bauerbach. Menzel wollte der starken Vereinnahmung Schillers durch die Nazis ein neues Schiller-Bild entgegenstellen. Er glaubte fest daran, dass die Deutschen die Beispiele und Vorbilder für aufrechtes Handeln und demokratisches Leben mitten unter sich und in ihrer eigenen Geschichte finden können – das wollte er zeigen.
Die beiden Kinderbücher Gerhard W. Menzels entstanden für das Erstlesealter. Die heitere Geschichte "Der Clown Pallawatsch", war ursprünglich ein selbst illustriertes Weihnachtsgeschenk für seine Tochter Dagmar. 1960 erstmals erschienen, hat eine ganze Generation von Kindern den Clown mit der winzigen Geige in ihr Herz geschlossen. "Der weiße Delphin", die poetische Geschichte der Freundschaft eines Jungen zu einem Delphin, kam 1967 im Kinderbuchverlag Berlin heraus. Beide Kinderbücher waren zu ihrer Zeit als Schullektüre empfohlen.
Nach mehr als zehnjährigen Studien erschien 1966 die Kunstmonografie über Pieter Bruegel d. Ä. im Leipziger Kunstbuchverlag E. A. Seemann. Menzel gelang es erstmals, den Maler Bruegel als einen im Kampf der Niederländer gegen die spanische Fremdherrschaft mit seinen Bildern Stellung beziehenden Künstler zu zeigen. Er konnte beweisen, dass Pieter Bruegel die Alpen überquert haben muss, um die Gemälde der Malerstars seiner Zeit im Original sehen zu können. Er fand heraus, dass Bruegel in einer Gobelinmanufaktur gearbeitet hatte und wer seine Lehrer waren. Die Datierung der großen Tafelbilder hat er zweifelsfrei machen können und er konnte viele unbekannte Lebensumstände Bruegels aufhellen. Am wichtigsten für die Bruegel-Forschung war aber die Erkenntnis, dass der berühmte Zyklus der Monatsbilder aus ursprünglich sechs Bildern bestanden haben muss und wie das verschollene Bild aussah. Diese überraschenden Ergebnisse in Menzels kunstwissenschaftlichem Erstlingswerk trugen ihm den Respekt der Fachwelt ein, zumal das Buch sehr bald auch in der Schweiz und in Polen aufgelegt wurde.
Sein Studienfreund, der Verleger des Seemann Verlages, Gerhard Keil, regte Menzel an, das Material für die umfangreichen Vorarbeiten doch auch für einen Roman über Pieter Bruegel d. Ä. zu nutzen. Dieser historische Roman, "Pieter der Drollige" erschien 1969 im Paul List Verlag.
Eine ähnlich lange Entstehungsgeschichte hat "Die Truppe des Molière", ein Roman über den kühnen Komödiendichter, Schauspieler, Regisseur und Prinzipal im Frankreich Ludwigs XIV. Seit den fünfziger Jahren beschäftigte Menzel an diesem exemplarischen Fall das Verhältnis von Künstler und Gesellschaft. Der Roman erschien 1975 und ist wohl Menzels künstlerisch reifstes Werk. So, wie er während der Arbeit am Bruegel-Stoff Holländisch gelernt hatte, um Quellen und Sekundärliteratur zweifelsfrei lesen zu können, lernten er und seine Frau bei der Arbeit am Molière-Stoff gemeinsam Französisch.
1978 erschien die Kunstmonografie über Jan Vermeer van Delft. Der Verlag E.A. Seemann legt diesen Tafelband 2008 anlässlich seines 150-jährigen Bestehens in einer Reihe der schönsten Bücher wieder auf. Über den Maler Vermeer war bis dahin fast nichts bekannt, es gab kaum biografische Details und die Datierung der Werke schien willkürlich. Zahlreiche Fälschungen wurden dem schmalen Werk zugeordnet. Menzels große Sorgfalt und breite Quellenarbeit führte auch für Vermeer zu völlig neuen Erkenntnissen. Menzel fand heraus, wo Vermeer seine Ausbildung erfahren hatte, mit welchen seiner Maler-Zeitgenossen er auf welche Weise verbunden war, konnte Fälschungen aus den Werkregistern tilgen, eine Datierung der Werke erarbeiten und Wesentliches zu den Lebens- und Zeitumständen Vermeers herausfinden. Auch zur Ikonografie, insbesondere des Spätwerks und zur Malweise und ihrer Wirkung kam Menzel zu spannenden Resultaten.
1977 beschlossen die zuständigen Stellen, den halbstaatlichen Paul List Verlag dem Mitteldeutschen Verlag in Halle als dessen Leipziger Niederlassung anzugliedern. Von 1978 an erschienen die Romane Gerhard W. Menzels im Mitteldeutschen Verlag Halle-Leipzig.
Von 1976 bis zu seinem Tode 1980 arbeitete Gerhard W. Menzel an einem Erzählungskranz mit dem Arbeitstitel "Den Federkiel in den Wind gehalten. Deutsche Erfahrungen". Der Zyklus ist Fragment geblieben. In Briefen und nachgelassenen Notizen äußert sich der Autor zu seinen Intentionen. Der Prozess der Entwicklung mündiger Bürger und selbstbestimmter Individuen zwischen dem 16. und 18. Jahrhundert schien ihm in Deutschland im europäischen Vergleich besonders schwierig verlaufen zu sein und des größten persönlichen Einsatzes bedurft zu haben. Dem wollte Menzel nachspüren, und deshalb interessierten ihn Christian Reuter, Lessing, Herder, Novalis und Georg Forster. Das Leben dieser in ihrer Art und Schreibweise sehr unterschiedlichen Schriftsteller hatte für Gerhard W. Menzel etwas Gemeinsames: Er fand es in dem geistigen Mut, mit dem sie ihrer Umwelt standhielten und sie zum Besseren wenden wollten. Ihre oft verzweifelte Suche nach Wahrheit und Wirklichkeit begriff Menzel als Unterpfand einer Hoffnung, die für eine sinnvolle Gestaltung der Gesellschaft bis heute notwendig ist. Von dem geplanten Zyklus fehlen die Erzählungen über Herder und über Forster. Die Lessing-Erzählung "Wolfenbütteler Jahre" erschien 1980 separat im Mitteldeutschen Verlag. Die von Menzel fertiggestellten Teile des Zyklus, nämlich die Erzählungen über Christian Reuter, Gotthold Ephraim Lessing, Novalis und Georg Forster, sind formal sehr anspruchsvoll gearbeitet. Sie wurden 1985 von Menzels Tochter Dagmar Winklhofer mit einem Nachwort versehen und unter dem Titel "Lessing und andere" herausgegeben.
Für Gerhard W. Menzel gehörten zum Schreiben von historischer Belletristik vor allem Genauigkeit, Behutsamkeit und Bescheidenheit gegenüber den historischen Persönlichkeiten und ihrem Schaffen. So wird verständlich, weshalb man in seinem erzählerischen Werk weniger an Fiktionalität als bei anderen Autoren historischer Romane findet. Auf diese Weise entzog Menzel bewusst ihr und sein Werk allen Ansinnen schneller Aktualisierung.

## Ehrungen
Gerhard W. Menzel wurde 1967 mit dem "Kunstpreis der Stadt Leipzig für Literatur" geehrt und nahm 1979 den Lion Feuchtwanger Preis der Akademie der Künste entgegen.

## Nachlass
Der schriftstellerische Nachlass von Gerhard W. Menzel befindet sich seit 1995 in den Leipziger Städtischen Bibliotheken.

## Jahrestag 100. Geburtstag
Anlässlich des 100. Geburtstages des Schriftstellers Gerhard W. Menzel veranstalten die Leipziger Städtischen Bibliotheken vom 15. November 2021 bis zum 15. Mai 2022 eine Ausstellung in ihren Räumen. Sie schöpfen bei den Exponaten aus dem reichen Nachlass des Künstlers, den sie pflegen. Die Familie stellt ein Video zum Gedenktag zur Verfügung.
Die Leipziger Volkszeitung veröffentlichte am 18. Februar 2022 einen Beitrag anlässlich des 100. Geburtstages
Der Radiosender MDR Kultur berichtete am 18. Februar 2022 in der Sendung Stichtag über Gerhard W. Menzel.
Das Hörspiel "Der brave Soldat Schwejk" wurde im MDR Kultur am 28. Februar 2022 22:00 Uhr erneut gesendet.

### Gedenkplakette am Wohnhaus Gerhard W. Menzels
Am 5. Mai 2022 wurde durch die Tochter Menzels, Dagmar Winklhofer-Bülow, am Wohnhaus in der Leipziger Magdalenenstraße 3, eine von seinen Kindern gestiftete Gedenktafel zum Andenken des Künstlers enthüllt. Etwa 50 Verwandte und Freunde der Familie Menzels nahmen teil.

### Gedenkfeier im Oberlichtsaal der Stadtbibliothek Leipzig
Am Nachmittag des 5. Mai 2022 veranstaltete die Stadtbibliothek in ihrem Festsaal eine Feier aus Anlass des 100. Geburtstages des Schriftstellers. Die Leipziger Kulturbürgermeisterin Skadi Jennicke, die Amtsleiterin der Stadtbibliothek, Susanne Metz, Gerhard W. Menzels Tochter Dagmar Winklhofer-Bülow, sowie die langjährige Freundin der Familie, Greta Link, hielten Ansprachen.

## Bibliografie
- Marek im Westen, Henschelverlag 1952
- Wermut sind die letzten Tropfen, Paul List Verlag Leipzig 1958, 1959, 1960, 1961, 1962, 1963, 1968, 1972
  - Wermut sind die letzten Tropfen, Mitteldeutscher Verlag Halle – Leipzig 1982
  - Wermut sind die letzten Tropfen, Übersetzung ins Polnische, Warschau 1968
  - Wermut sind die letzten Tropfen, Übersetzung ins Litauische, Vilnius 1979
- Ein Stern weicht nicht aus seiner Bahn, Paul List Verlag Leipzig 1962, 1964, 1967, 1975
  - Ein Stern weicht nicht aus seiner Bahn, Mitteldeutscher Verlag Halle – Leipzig 1978, 1979, 1980
- Pieter der Drollige, Paul List Verlag Leipzig 1969, 1970, 1971, 1973, 1977
  - Pieter der Drollige, Mitteldeutscher Verlag Halle-Leipzig 1979
  - Pieter der Drollige, Übersetzung ins Rumänische, Bukarest 1974
  - Pieter der Drollige, Übersetzung ins Tschechische, Prag 1987
- Die Truppe des Moliere, Paul List Verlag Leipzig 1975, 1976
  - Die Truppe des Moliere, Mitteldeutscher Verlag Halle – Leipzig 1978, 1979
  - Die Truppe des Moliere, Übersetzung ins Tschechische, Prag 1979
- Wolfenbütteler Jahre, Mitteldeutscher Verlag Halle – Leipzig 1980, 1981
- Lessing und andere, Mitteldeutscher Verlag Halle – Leipzig 1985
- Der Clown Pallawatsch, Der Kinderbuchverlag Berlin 1960, 1961, 1962, 1963, 1964, 1965, 1970, 1972, 1973, 1983
- Der weiße Delphin, Der Kinderbuchverlag Berlin 1967, 1969, 1970, 1972
- Pieter Bruegel der Ältere, E. A. Seemann Verlag Leipzig 1966, 1968
  - Pieter Bruegel der Ältere, Stauffacher Verlag Zürich 1970
  - Pieter Bruegel der Ältere, Übersetzung ins Polnische, Warschau 1969
- Vermeer, E. A. Seemann Verlag Leipzig 1977, ISBN 978-3-86502-186-1

## Beiträge in Anthologien
- Urania Universum, Urania Verlag Leipzig Jena 1956, 1957, 1958, 1959
- Almanach auf das Jahr 1959, Paul List Verlag Leipzig 1959
- Die Waage, Paul List Verlag Leipzig 1965
- Hier und Heute, Paul List Verlag 1974
- Parallelen, Paul List Verlag 1979